# Murina annamitica
Murina annamitica — вид ссавців родини лиликових.

## Морфологія
Кажан невеликого розміру, з довжиною голови і тіла 43,5 мм, довжина передпліччя 29,1 мм, довжина хвоста 30,5 мм, довжина стопи 7,5 мм, довжина вуха 14,7 мм, вага до 4 г.
Спинна частина червонувато-коричневого кольору з темною основою, черевна частина білувато-сіра з темно-сірою основою. Морда вузька, видовжена, з ніздрями, що виступають. Очі дуже малі. Вуха короткі, округлі й добре відокремлені один від одного. Крила прикріплені до задньої частини основи великого пальця. Ступні маленькі й покриті волосками. Кінчик довгого хвоста злегка виступає за межі широкої хвостової мембрани. Калькар довгий.
Випромінює ультразвукові короткі імпульси: частота початкова 184—194 кГц, фінальна 41—51 кГц і максимальна потужність на 121,1—139,8 кГц.

## Проживання, поведінка
Цей вид поширений в Таїланді, Лаосі та В'єтнамі.  Живе в лісах і горбистих та передгірських вічнозелених вологих вторинних лісах між 700 і 1300 метрів над рівнем моря.

## Звички
Харчується комахами.